# Tregellasia
A Tregellasia  a madarak osztályának verébalakúak (Passeriformes) rendjébe és a cinegelégykapó-félék (Petroicidae) családjába tartozó nem. Besorolása vitatott, egyes szervezetek az Eopsaltria nembe sorolják ezt a két fajt is.

## Rendszerezés
A nemet Gregory Macalister Mathews írta le 1912-ben, az alábbi 2 faj tartozik ide:
- Tregellasia leucops[1] vagy Eopsaltria leucops[2]
- Tregellasia capito[1] vagy Eopsaltria capito[2]

## Előfordulásuk
Új-Guinea szigetén és Ausztrália területén honosak. Természetes élőhelyeik a szubtrópusi és trópusi síkvidéki és hegyi esőerdők, valamint cserjések. Állandó, nem vonuló fajok.

## Megjelenésük
Testhossza 11,5–14,5 centiméter közötti.

## Életmódjuk
Rovarokkal és más kisebb ízeltlábúakkal táplálkoznak, de időnként magvakat is fogyasztanak.